# Lipotriches alternata
Lipotriches alternata is een vliesvleugelig insect uit de familie Halictidae. De wetenschappelijke naam van de soort is voor het eerst geldig gepubliceerd in 1942 door Cockerell.